# SOLAR Records
La SOLAR Records è stata un'etichetta discografica statunitense specializzata in pubblicazioni disco music, funk e stili musicali correlati. Viene considerata una delle etichette gestite da neri più importanti dell'epoca.

## Storia
La SOLAR (acronimo di Sound of Los Angeles Records) venne fondata nel 1978 dalle ceneri della Soul Train Records, inaugurata tre anni prima da Dick Griffey e il conduttore del programma televisivo omonimo Don Cornelius.
L'etichetta pubblicò la musica di Shalamar, The Whispers, Lakeside, Midnight Star e molti altri prima di chiudere alla fine degli anni novanta.